# Leptinite
La leptinite è una roccia metamorfica di alta temperatura e pressione medio-alta. Il termine, coniato da Haüy nel 1782, indicava inizialmente una roccia della facies granulitica  a scarso contenuto di minerali idrati, a tessitura gneissica granoblastica, a grana fine e composizione dominata dal K-feldspato, con minori quantità di quarzo, mica bianca, granato e tormalina. Successivamente il termine è stato esteso a tutte le rocce metamorfiche quarzoso-felspatiche di colore bianco formanti bande alternate a metabasiti (rocce metamorfiche derivanti da rocce magmatiche basiche), senza tener conto del grado metamorfico raggiunto dalla roccia. Secondo le raccomandazioni dell'IUGS (The International Union of Geological Sciences), il termine andrebbe abbandonato in quanto ambiguo e sovrapponentesi ad altre terminologie.